# .kh
A .kh Kambodzsa internetes legfelső szintű tartomány kódja, melyet 1996-ban hoztak létre. Kambodzsa Postai és Távközlési Minisztériuma felügyeli a címteret.

## Második szintű tartománykódok
- per.kh – magánszemélyeknek.
- com.kh – kereskedelmi vállalatoknak.
- edu.kh – oktatási intézményeknek.
- gov.kh – kormányzati szervezeteknek.
- mil.kh – katonaságnak, védelmi minisztériumnak.
- net.kh – internetszolgáltatóknak, fenntartóknak.
- org.kh – nem kereskedelmi szervezeteknek.